# Francisco Flores Sequera
Francisco Javier Flores Sequera (Barquisimeto, Estado Lara; 30 de abril de 1990) es un futbolista venezolano que juega como centrocampista en el Deportivo La Guaira Fútbol Club de la Primera División de Venezuela.

## Trayectoria
Nació en Barquisimeto el 30 de abril de 1990. Debutó en 2008 con Guaros FC, luego pasó al ACD Lara, Deportivo Anzoátegui, Deportivo Táchira donde estuvo desde 2013 a 2016, para finalmente pasar a Mineros de Guayana en donde estuvo por tres temporadas. Ha conseguido tres títulos en los que va de su carrera deportiva, dos Ligas y una Copa de Venezuela.
Es mediocampista central, aguerrido, de buen pie, liderazgo y personalidad.

## Selección nacional
Hizo parte del Campeonato Sudamericano Sub-17 de 2007 y Campeonato Sudamericano Sub-20 de 2009 con la Vinotinto y debutó el 28 de marzo de 2009 con la selección mayor de Venezuela ante la selección de fútbol de Argentina, con marcador final 4 - 0, para un total hasta la fecha de 24 participaciones entre amistosos internacionales y eliminatorias sudamericanas.

### Participaciones en Selección
| Competición                    | Sede             | Resultado        |
| ------------------------------ | ---------------- | ---------------- |
| Campeonato Sudamericano Sub-17 | Ecuador (2007)   | Quinto lugar     |
| Campeonato Sudamericano Sub-20 | Venezuela (2009) | Cuarto lugar     |
| Copa Mundial Sub-20            | Egipto (2009)    | Octavos de final |

## Clubes
| Club                            | País      | Año         | Juegos | Goles |
| ------------------------------- | --------- | ----------- | ------ | ----- |
| Guaros FC                       | Venezuela | 2008 - 2009 | 10     | 0     |
| ACD Lara                        | Venezuela | 2009 - 2011 | 47     | 4     |
| Deportivo Anzoátegui SC         | Venezuela | 2011 - 2012 | 45     | 2     |
| Deportivo Táchira               | Venezuela | 2013 - 2016 | 66     | 1     |
| ACCD Mineros de Guayana         | Venezuela | 2016 - 2019 | 106    | 1     |
| Independiente Medellín          | Colombia  | 2020        | 5      | 0     |
| Deportivo Táchira               | Venezuela | 2021-2022   | 53     | 2     |
| Carabobo FC                     | Venezuela | 2023- 2024  | 38     | 1     |
| Deportivo La Guaira Fútbol Club | Venezuela | 2025-       |        |       |

## Palmarés

### Torneo Nacionales
| Título           | Club               | País      | Año     |
| ---------------- | ------------------ | --------- | ------- |
| Torneo Clausura  | Deportivo Táchira  | Venezuela | 2015    |
| Primera División | Deportivo Táchira  | Venezuela | 2014/15 |
| Copa Venezuela   | Mineros de Guayana | Venezuela | 2017    |
| Torneo Apertura  | Carabobo FC        | Venezuela | 2024    |